# Endless Love
Az Endless Love egy dal, melyet eredetileg Diana Ross és Lionel Richie énekelt; Richie írta. Mariah Carey és Luther Vandross feldolgozták. Vandrossnak az 1994-ben megjelent Songs című albumán szerepelt, Careynek azonban csak évekkel később került fel egy válogatásalbumára, a kétlemezes Greatest Hitsre (2001).

## Felvételek
A dal producere Walter Afanasieff volt. Ez a dal volt Carey harmadik feldolgozása (az I’ll Be There és a Without You után), és az első duettje egy híres énekessel (korábban egy duettet énekelt csak, az I’ll Be There-t, az akkor még ismeretlen háttérénekessel, Trey Lorenzzel).

## Fogadtatása
A dal Vandross albumának második kislemezeként jelent meg 1994 nyarán, és a második helyig jutott a Billboard Hot 100 slágerlistán, ezzel Luther Vandross ötödik és Mariah Carey tizenkettedik Top 5 kislemeze lett; Vandrossnak ez a száma jutott a legmagasabbra az USA slágerlistáin. Tizenhárom hétig maradt a Top 40-ben, és az 1994-es év végi listán az 56. lett. Aranylemez minősítést kapott.
Az Egyesült Királyságban és Ausztráliában is bekerült a Top 5-be.
Az 1995-ös Grammy-díjra a legjobb popduett kategóriában jelölték, de a díjat végül a Funny How Time Slips Away nyerte el, Al Green és Lyle Lovett duettje.

## Videóklip
A dalhoz két videóklip készült, az egyikben Careyt és Vandrosst mutatják, amint épp rögzítik a felvételt a stúdióban, a másikon épp előadják a dalt a Royal Albert Hallban. Remixek nem készültek a számhoz, de van olyan változata is, amelyiken Carey vagy Vandross szólóban énekli.

## Változatok
A dőlt betűvel szedett bónuszdalok Luther Vandross számai, Mariah nem énekel bennük.
CD maxi kislemez (Ausztrália, Ausztria, USA)
Kazetta (USA)
1. Endless Love
2. Endless Love (Instrumental)
3. Never Too Much (Live)
4. Any Love (Live)
5. She Won’t Talk to Me (Live)

CD kislemez (Ausztria, USA)
7" kislemez (Hollandia, USA)
Kazetta (Egyesült Királyság, USA)
1. Endless Love
2. Endless Love (Instrumental)

CD maxi kislemez (Egyesült Királyság)
12" maxi kislemez (Hollandia)
1. Endless Love
2. Never Too Much (Live)
3. Any Love (Live)
4. She Won’t Talk to Me (Live)

Mini CD (Japán)
1. Endless Love
2. Endless Love (Mariah Only)
3. Endless Love (Luther Only)
4. Endless Love (Instrumental)

Kazetta (Ausztrália)
1. Endless Love
2. Endless Love (Instrumental)
3. Never Too Much (Live)
4. Any Love (Live)

Csak promóciós lemezen, az USA-ban megjelent a dal egy koncertfelvétele is, amit Londonban rögzítettek.

## Helyezések
| Slágerlista                                    | Legmagasabb helyezés |
| ---------------------------------------------- | -------------------- |
| USA Billboard Hot 100                          | 2                    |
| USA Billboard Hot R&B/Hip-Hop Singles & Tracks | 7                    |
| USA Billboard Adult Contemporary               | 11                   |
| USA ARC Weekly Top 40                          | 1                    |
| Ausztrál ARIA kislemezlista                    | 3                    |
| Brit kislemezlista                             | 3                    |